# Municipio de Wortman
El municipio de Wortman (en inglés: Wortman Township) es un municipio ubicado en el condado de Tripp en el estado estadounidense de Dakota del Sur. En el año 2010 tenía una población de 29 habitantes y una densidad poblacional de 0,31 personas por km².

## Geografía
El municipio de Wortman se encuentra ubicado en las coordenadas 43°7′37″N 100°3′44″O / 43.12694, -100.06222. Según la Oficina del Censo de los Estados Unidos, el municipio tiene una superficie total de 93.1 km², de la cual 92,76 km² corresponden a tierra firme y (0,37 %) 0,34 km² es agua.

## Demografía
Según el censo de 2010, había 29 personas residiendo en el municipio de Wortman. La densidad de población era de 0,31 hab./km². De los 29 habitantes, el municipio de Wortman estaba compuesto por el 100 % blancos. Del total de la población el 0 % eran hispanos o latinos de cualquier raza.